# Chrodechildis
Chrodechildis, död 531, var drottning av det Västgotiska riket 526-531 som gift med kung Amalaric (kung 522-531). 
Hon var katolik medan hennes make var ariansk kristen, och ska ha trakasserats av sin make för deras skilda religiösa övertygelser. 